# Natalus brevimanus
Natalus brevimanus o murciélago de Providencia y Santa Catalina es una especie de murciélago de la familia Natalidae endémico de Colombia.   

## Distribución y hábitat
Es endémico de la zona insular colombiana de Providencia y Santa Catalina, donde vive en los bosques secos de la isla y tal vez construcciones abandonadas.

## Conservación
Se declara como especie con datos insuficientes. Se encuentra amenazada por la destrucción del hábitat y son vulnerables a los  huracanes.